# 稲村ヶ崎

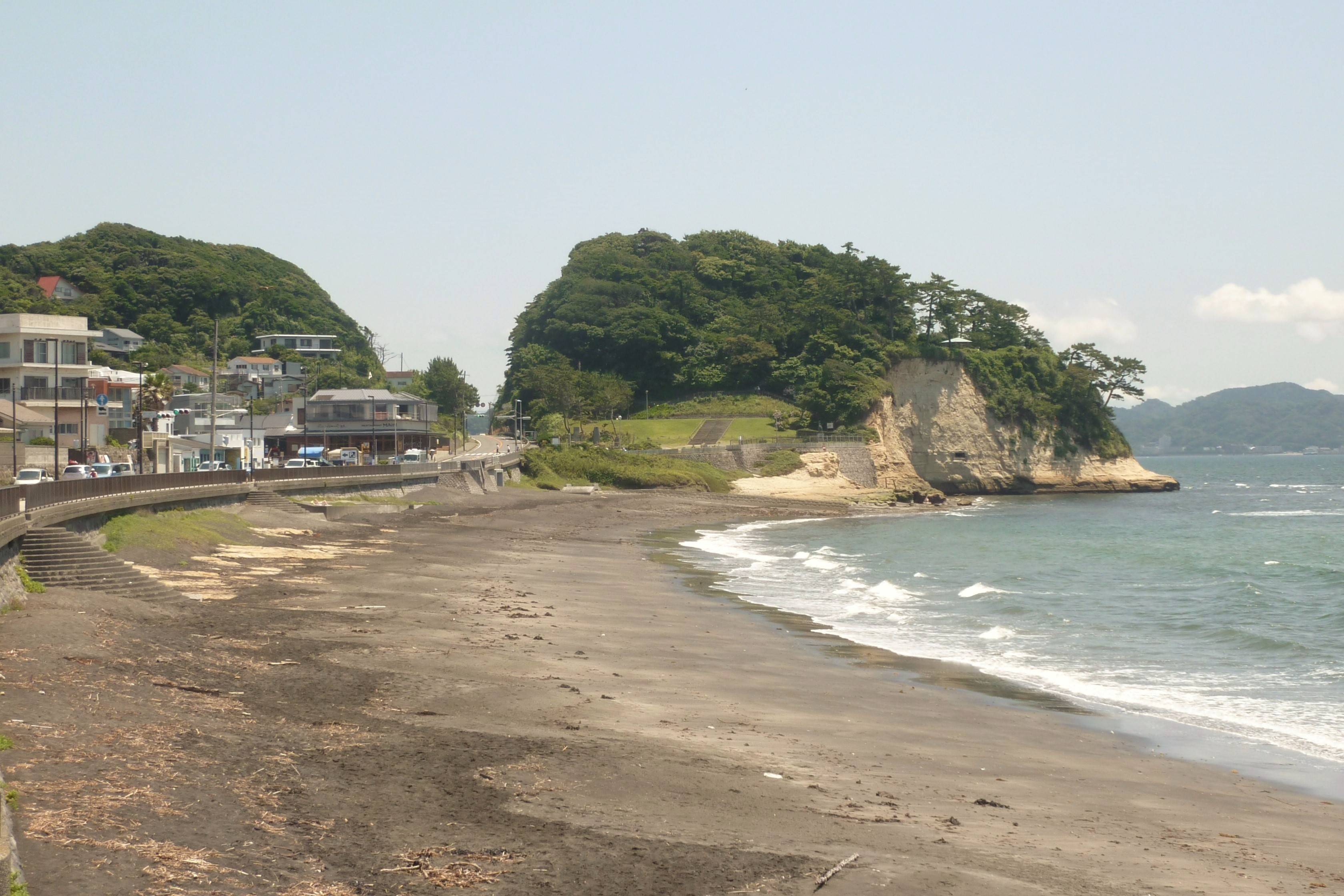
稲村ヶ崎を西側から望む（2017年7月10日撮影） - 中腹に広場のように見えるのが鎌倉海浜公園稲村ガ崎地区。なお砂が全体的に黒っぽいのは地中に含まれる砂鉄のせいである

稲村ヶ崎（いなむらがさき）は、神奈川県鎌倉市南西部にある岬で、由比ヶ浜と七里ヶ浜の間にあたる。通常、「稲村ヶ崎」の表記は歴史的用法や国の史跡の名称に使用し、地名としては住居表示に伴う町名変更で稲村ガ崎一丁目から稲村ガ崎五丁目となっている。

## 地名の由来
地名の由来は、稲穂を重ねたように見えるためだと言われている。古来良質な砂鉄が採取できることで知られ、古代にはこの地で製鉄がおこなわれていたと考えられる。

## 歴史

### 古代
奈良時代の鎌倉には「見越しの崎」あるいは「御輿の崎」「神輿の崎」と呼ばれる地名があったことが知られており、万葉集に、
と詠まれている。この地名がどこを指すかについては、長谷の甘縄神社裏山という説と稲村ヶ崎という説があり、確定していない。しかし、岩崩の名所として知られていたならば、稲村ヶ崎説が有力となる。

### 中世

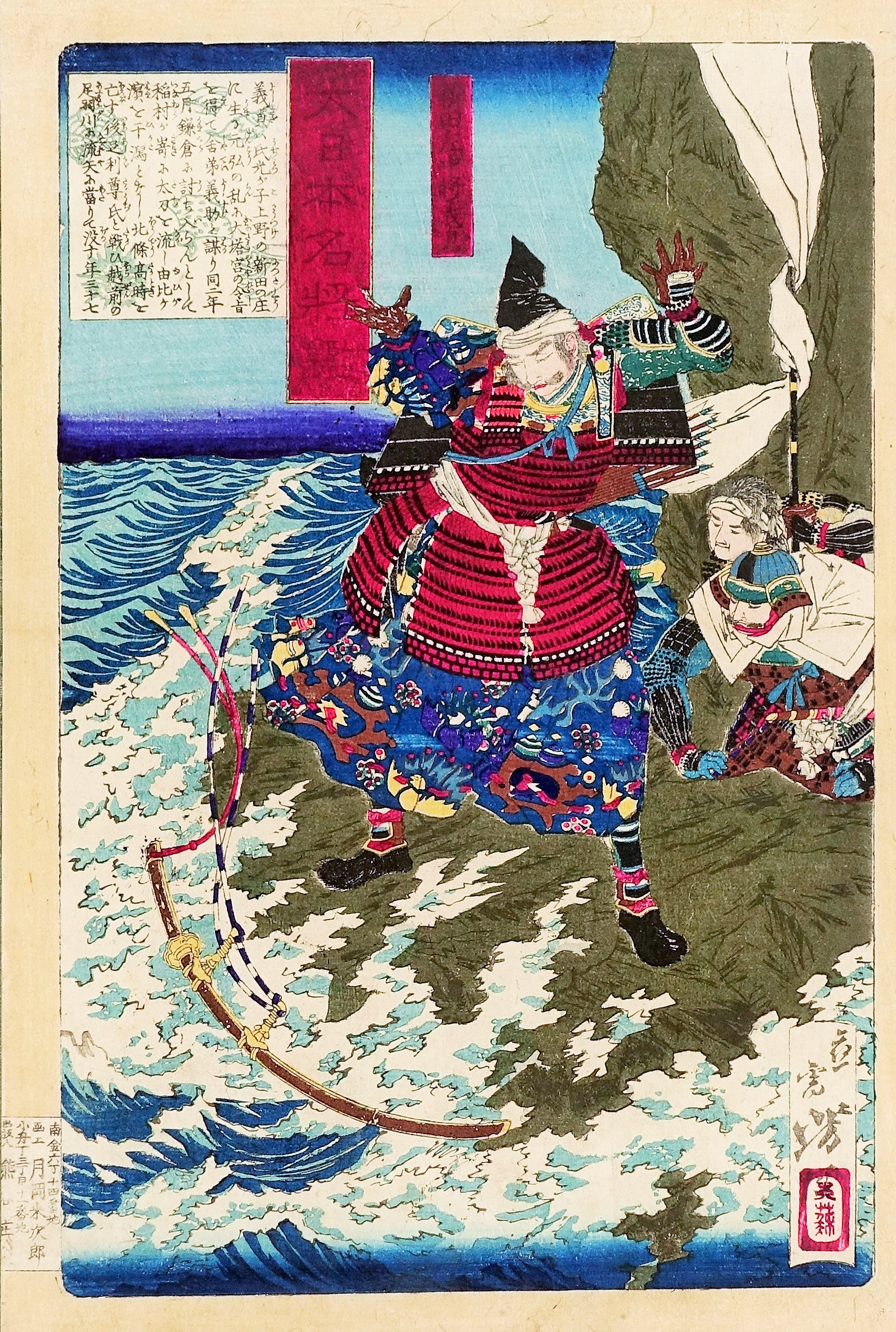
月岡芳年『大日本名将鑑』「新田左中将義貞」。新田義貞が稲村ヶ崎突破の際、太刀を海に投げ入れると竜神の奇跡により潮が引き、そこから鎌倉を攻めたという伝説を描く。

鎌倉時代末期の元弘3年（1333年）5月に上野国（群馬県）新田荘を本拠とする新田義貞が挙兵し、分倍河原の戦いと関戸の戦いで北条氏の軍に勝利して鎌倉に迫った（鎌倉の戦い）。
5月18日、新田軍は極楽寺口より攻撃を加え、21日には義貞自ら稲村ヶ崎の海岸を渡ろうとしたが、当時の波打ち際は切り立った崖となっており、石が高く、道が狭小なため軍勢が稲村ヶ崎を越えられなかった。そこで、義貞が潮が引くのを念じて太刀を投じると、その後潮が引いて干潟となったので岬の南から鎌倉に攻め入ったという伝説が『太平記』に記されている。ただし、近年において天文計算により、稲村ヶ崎の潮が引いたのは18日のことであったことが明らかになり、『太平記』の日付には誤りがあると考えられている。

### 近世以降
幕末には外国船監視のための台場が置かれ、長州藩が防衛にあたった。
1928年（昭和3年）、県道片瀬鎌倉線（後の国道134号）の開削工事が行われ稲村ヶ崎の丘陵が分断されて切り通しが開かれた。また、第二次世界大戦中には伏龍隊の地下基地があった。
1960年代から付近の丘陵地が大規模住宅地として開発され、1969年には住居表示実施に伴う町名変更で旧大字極楽寺から分離され、稲村ガ崎一-五丁目となった。

### 現代
現在は鎌倉海浜公園として整備されていて、園内には逗子開成中学校ボート部七里ヶ浜沖遭難事件（1910年）の慰霊碑（『真白き富士の根』の歌詞を刻む）、コッホ博士記念碑などもある。サーフィンのメッカとして有名であると同時に、海水浴場としても使用されてきたが、近年、砂の流出が進み、2003年（平成15年）からは海水浴場としての使用は行われなくなった。
2000年に温泉が発見され、後に「稲村ヶ崎温泉」となる。

## 史跡指定
1333年（元弘3年5月）の新田義貞の鎌倉幕府攻めの際、通行困難だったが義貞徒渉の際には干潟となって容易に進軍できたという伝説より、「稲村ヶ崎（新田義貞徒渉伝説地）」として、 1934年（昭和9年）3月13日、国の史跡に指定された。

## アクセス
- 江ノ電稲村ヶ崎駅から徒歩約5分。

## ギャラリー

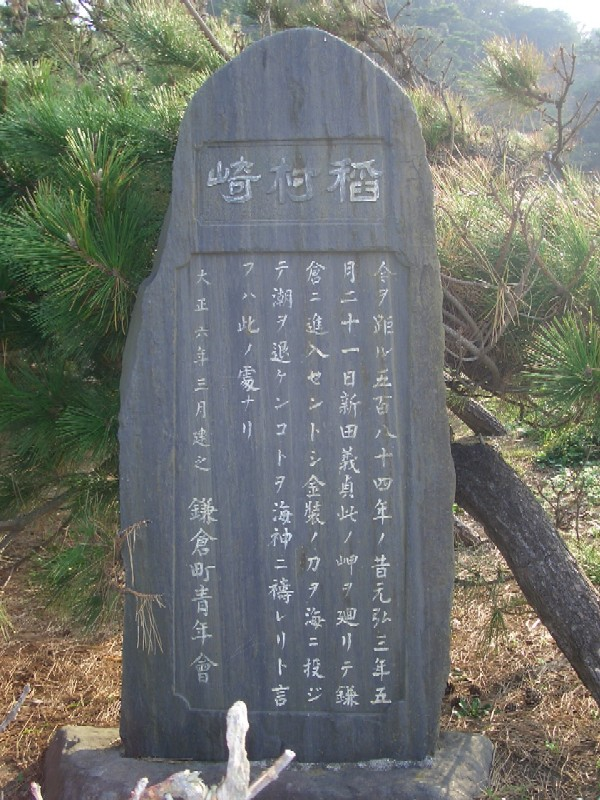
新田義貞徒渉伝説の石碑（2004年11月9日撮影） - 鎌倉海浜公園内に所在。1917年（大正6年）建立
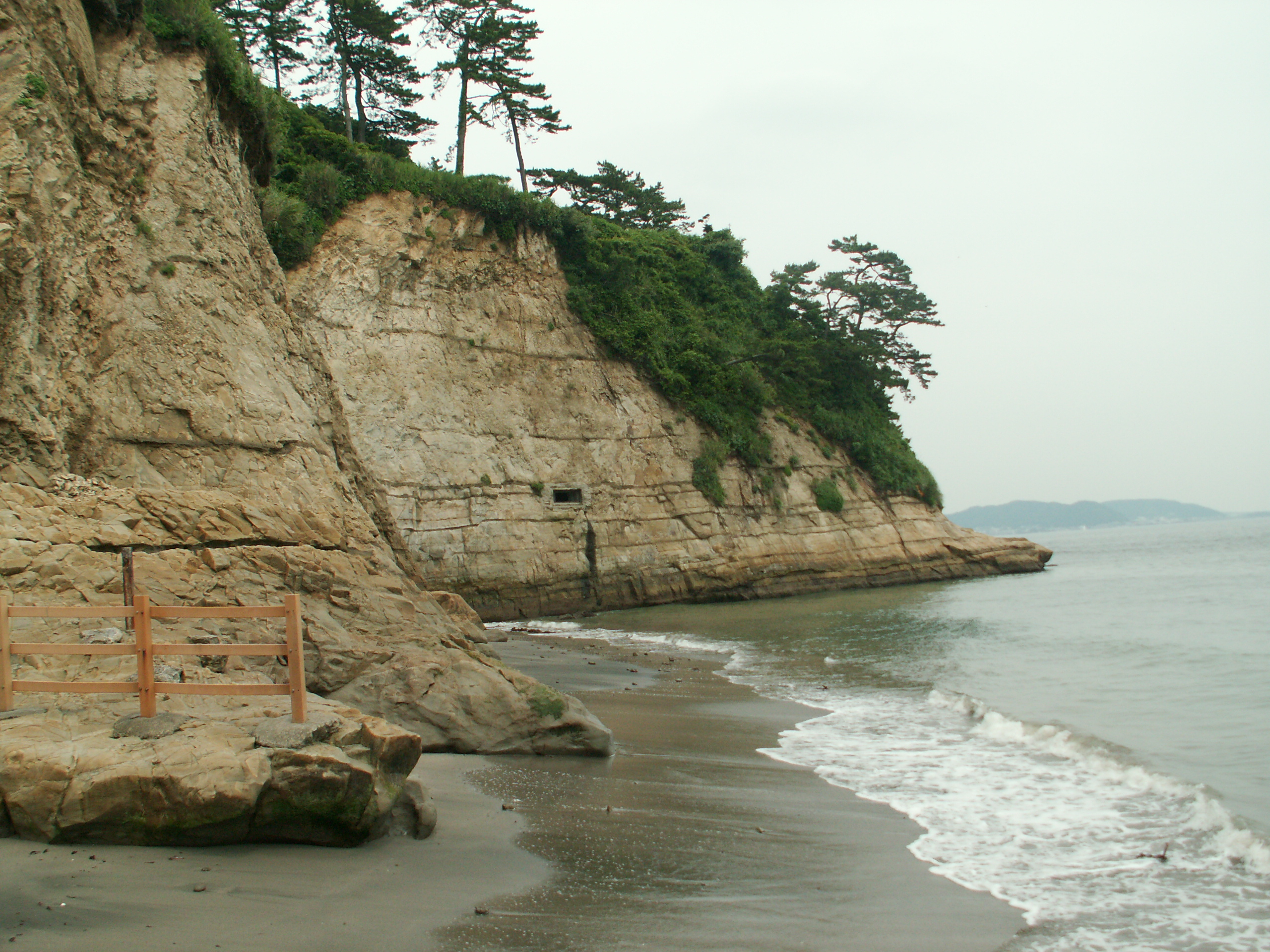
稲村ヶ崎突端部。画面中央の横穴は第140師団麾下の部隊が構築した横穴陣地とされている
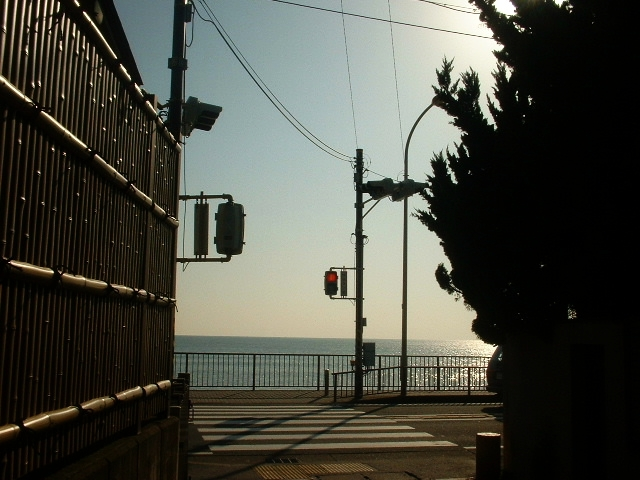
稲村ヶ崎駅から坂を下って徒歩5分程度のところに所在する
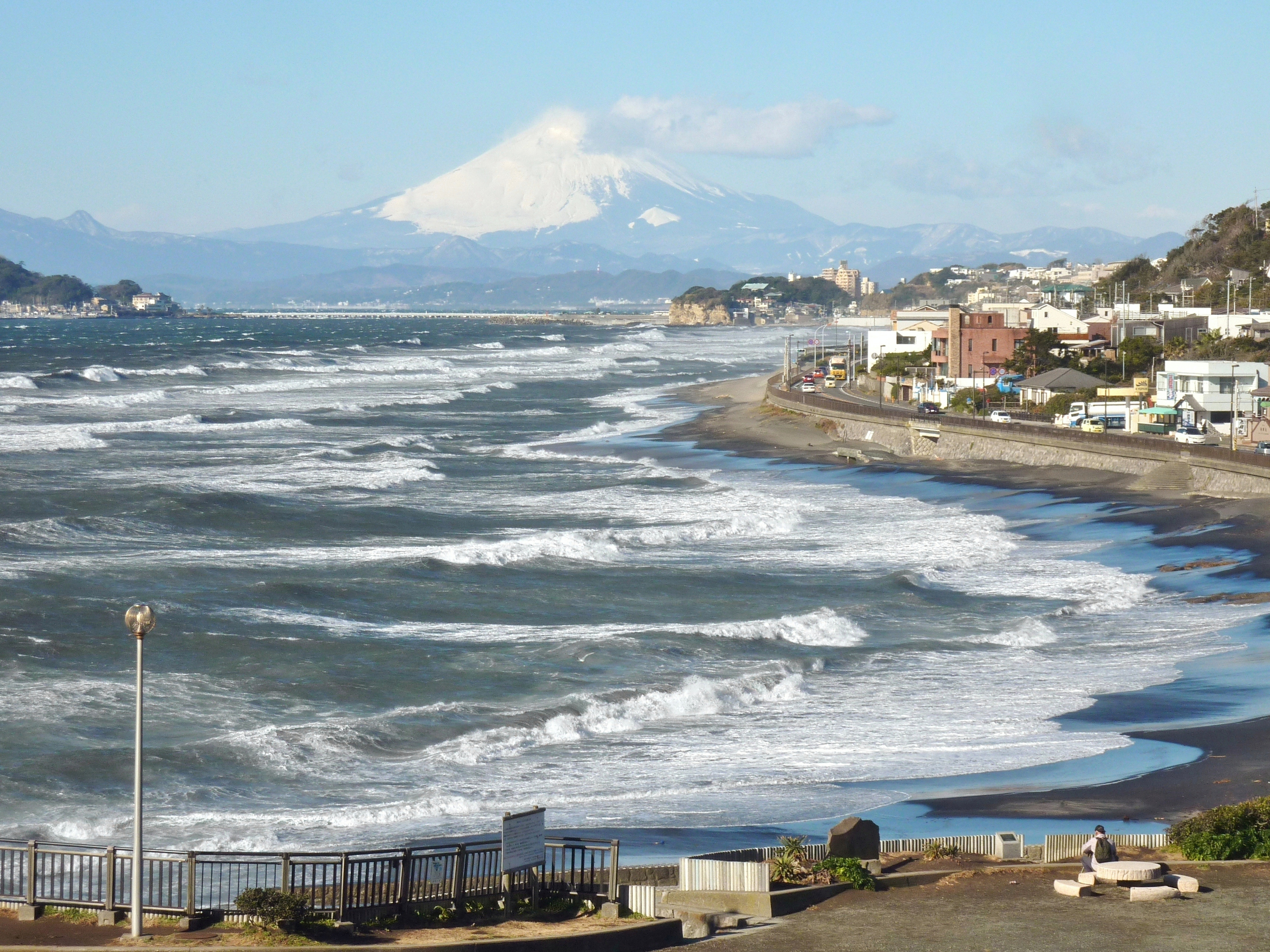
相模湾越しに富士山を望むことができる
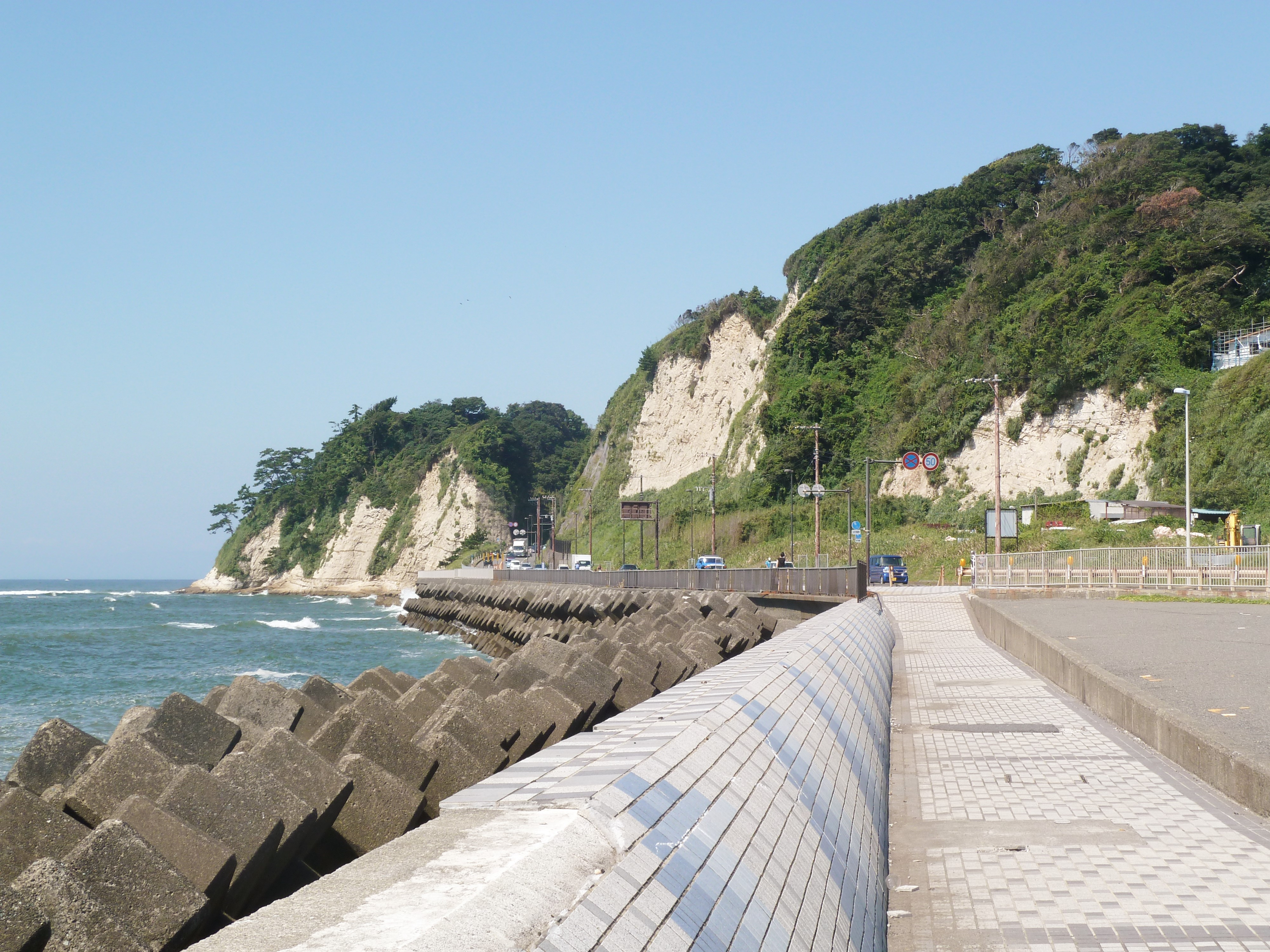
稲村ヶ崎を東側から望む
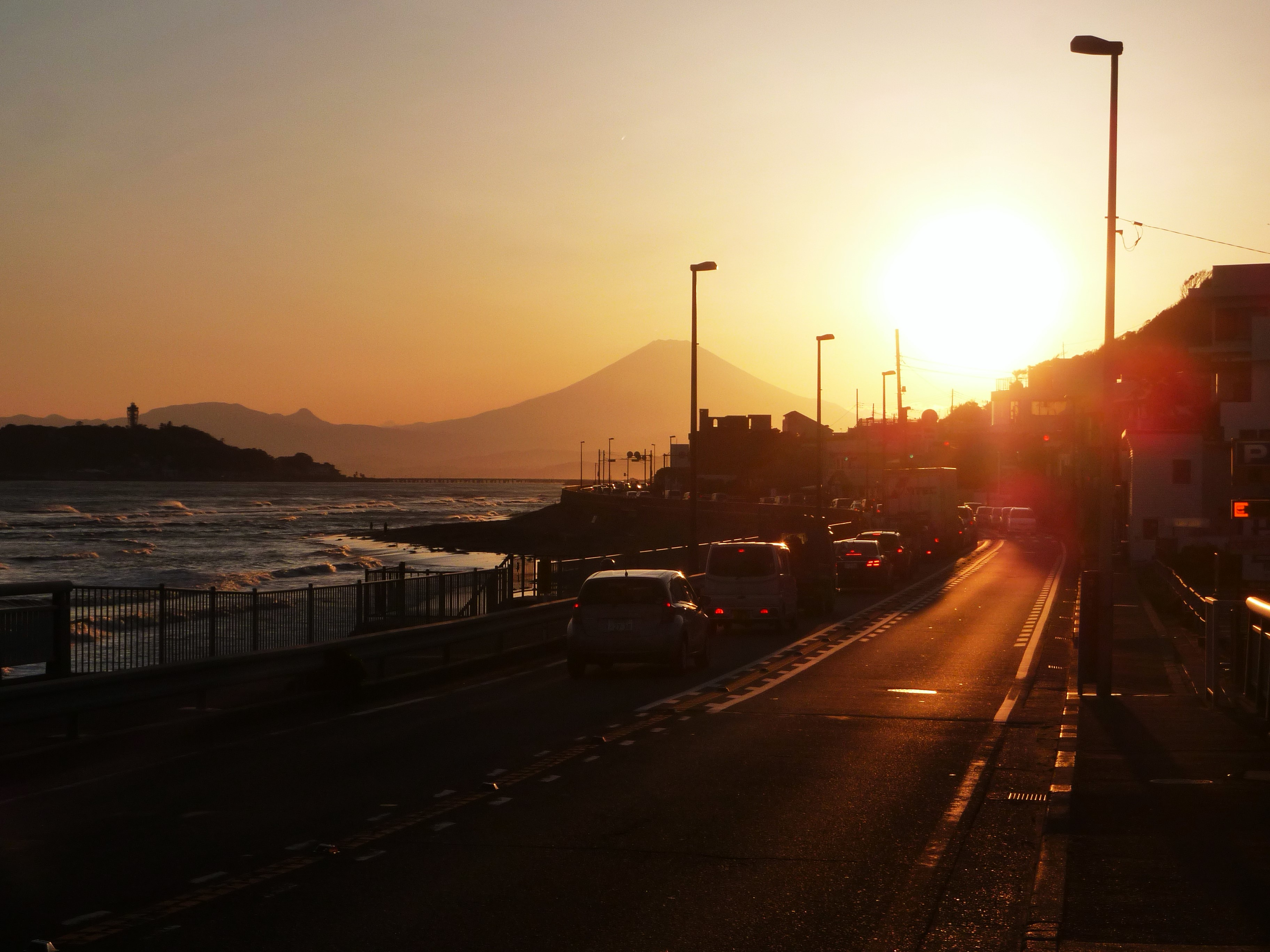
稲村ガ崎を通る国道134号

## 町名
稲村ガ崎（いなむらがさき）は、神奈川県鎌倉市の町名。現行行政地名は稲村ガ崎一丁目から稲村ガ崎五丁目。住居表示実施済み区域。
旧・極楽寺から1969年2月1日に分立して住居表示が施行され、稲村ガ崎一-五丁目が置かれた。

### 地価
住宅地の地価は、2023年（令和5年）1月1日の公示地価によれば、稲村ガ崎4-6-18の地点で18万5000円/m2、稲村ガ崎5丁目732番72の地点で17万4000円/m2となっている。

### 町名の変遷
| 実施後         | 実施年月日   | 実施前（特記なければ各字名ともその一部）     |
| -------------- | ------------ | -------------------------------------------- |
| 稲村ガ崎一丁目 | 1969年2月1日 | 大字極楽寺字金山・字砂子坂・字追揚           |
| 稲村ガ崎二丁目 | 1969年2月1日 | 大字極楽寺字砂子坂・字追揚・字一ツ谷         |
| 稲村ガ崎三丁目 | 1969年2月1日 | 大字極楽寺字追揚・字姥ケ谷（全域）           |
| 稲村ガ崎四丁目 | 1969年2月1日 | 大字極楽寺字一ツ谷                           |
| 稲村ガ崎五丁目 | 1969年2月1日 | 大字極楽寺字一ツ谷・字正福寺、大字津字東ノ谷 |

### 世帯数と人口
2023年（令和5年）9月1日現在（鎌倉市発表）の世帯数と人口は以下の通りである。
| 丁目           | 世帯数    | 人口    |
| -------------- | --------- | ------- |
| 稲村ガ崎一丁目 | 222世帯   | 420人   |
| 稲村ガ崎二丁目 | 189世帯   | 385人   |
| 稲村ガ崎三丁目 | 216世帯   | 549人   |
| 稲村ガ崎四丁目 | 156世帯   | 411人   |
| 稲村ガ崎五丁目 | 588世帯   | 1,382人 |
| 計             | 1,371世帯 | 3,147人 |

#### 人口の変遷
国勢調査による人口の推移。
| 年                 | 人口  |
| ------------------ | ----- |
| 1995年（平成7年）  | 3,176 |
| 2000年（平成12年） | 3,117 |
| 2005年（平成17年） | 3,192 |
| 2010年（平成22年） | 3,407 |
| 2015年（平成27年） | 3,334 |
| 2020年（令和2年）  | 3,261 |

#### 世帯数の変遷
国勢調査による世帯数の推移。
| 年                 | 世帯数 |
| ------------------ | ------ |
| 1995年（平成7年）  | 1,121  |
| 2000年（平成12年） | 1,157  |
| 2005年（平成17年） | 1,246  |
| 2010年（平成22年） | 1,346  |
| 2015年（平成27年） | 1,332  |
| 2020年（令和2年）  | 1,383  |

### 学区
市立小・中学校に通う場合、学区は以下の通りとなる（2017年7月時点）。
| 丁目           | 番地                                                     | 小学校                 | 中学校             |
| -------------- | -------------------------------------------------------- | ---------------------- | ------------------ |
| 稲村ガ崎一丁目 | 全域                                                     | 鎌倉市立稲村ケ崎小学校 | 鎌倉市立御成中学校 |
| 稲村ガ崎二丁目 | 全域                                                     | 鎌倉市立稲村ケ崎小学校 | 鎌倉市立御成中学校 |
| 稲村ガ崎三丁目 | 全域                                                     | 鎌倉市立稲村ケ崎小学校 | 鎌倉市立御成中学校 |
| 稲村ガ崎四丁目 | 全域                                                     | 鎌倉市立稲村ケ崎小学校 | 鎌倉市立御成中学校 |
| 稲村ガ崎五丁目 | 1～6番 9番1～6号 10番1～33号 11番 12番1～5号 12番8～13号 | 鎌倉市立稲村ケ崎小学校 | 鎌倉市立御成中学校 |
| 稲村ガ崎五丁目 | 7〜8番 9番7～20号 10番34～40号 12番6〜7号 13～39番       | 鎌倉市立七里ガ浜小学校 | 鎌倉市立腰越中学校 |

### 事業所
2021年（令和3年）現在の経済センサス調査による事業所数と従業員数は以下の通りである。
| 丁目           | 事業所数  | 従業員数 |
| -------------- | --------- | -------- |
| 稲村ガ崎一丁目 | 19事業所  | 105人    |
| 稲村ガ崎二丁目 | 18事業所  | 73人     |
| 稲村ガ崎三丁目 | 35事業所  | 128人    |
| 稲村ガ崎四丁目 | 10事業所  | 119人    |
| 稲村ガ崎五丁目 | 21事業所  | 51人     |
| 計             | 103事業所 | 476人    |

#### 事業者数の変遷
経済センサスによる事業所数の推移。
| 年                 | 事業者数 |
| ------------------ | -------- |
| 2016年（平成28年） | 87       |
| 2021年（令和3年）  | 103      |

#### 従業員数の変遷
経済センサスによる従業員数の推移。
| 年                 | 従業員数 |
| ------------------ | -------- |
| 2016年（平成28年） | 503      |
| 2021年（令和3年）  | 476      |

### その他

#### 日本郵便
- 郵便番号 : 248-0024[9]（集配局 : 鎌倉郵便局[23]）。

## その他
サザンオールスターズの桑田佳祐が監督を務めた映画『稲村ジェーン』（1990年）の舞台ともなった場所である。しかし以前は自殺の名所としても知られていた。また、彼らのシングル曲である「君こそスターだ」には、歌い出し冒頭で「稲村ヶ崎は今日も雨」という部分があり、最初の部分のミュージックビデオも稲村ヶ崎で撮影している。
ほかにも、ASIAN KUNG-FU GENERATIONの曲で「稲村ヶ崎ジェーン」、テレビ東京「出没!アド街ック天国」主題歌の小川コータ&とまそん 「夕焼け岬」、渡辺大地 「稲村ヶ崎駅」という曲がある。
約3m以上の高波が来た時だけ開催されるサーフィン大会、「イナムラサーフィンクラシック」の会場でもある。1981年に「ナガヌマクラシック」の名前で初開催され、現在の名前では1989年と2013年しか開催されていない。